# スクランブル・ウォーズ 突走れ!ゲノムトロフィーラリー
『スクランブル・ウォーズ 突走れ!ゲノムトロフィーラリー』（スクランブル・ウォーズ つっぱしれ!ゲノムトロフィーラリー）は、1992年に発売されたOVA。

## 解説
『ガルフォース』『バブルガムクライシス』『創世機士ガイアース』の登場人物たちが一堂に会したSFアニメで、登場人物たちは皆デフォルメされたデザインになっている。
これら3作のほかにも、本作のキャラクターデザイナーである園田健一の漫画作品『ライディングビーン』のキャラクターや、アートミックがかかわった『メガゾーン23』のガーランドや『機甲創世記モスピーダ』のモスピーダも登場する。

## あらすじ
『創世機士ガイアース』の世界にて、『バブルガムクライシス』に登場する大企業・ゲノムが、時価百億円のトロフィーを賞品としたカーレースを主催した。
そこへ『創世騎士ガイアース』の主人公イタルとその相棒であるサハリをはじめとした個性的な面々が各々のマシンでレースに参加した。

## 登場人物

### 『創世機士ガイアース』からの登場人物
イタル・デル・ラバード
声 - 中村大樹
『創世機士ガイアース』の主人公。博多弁でサハリと会話する場面がある。
サハリ
声 - 日髙のり子
イタルの相棒である少女。
ザクソン
声 - 大塚明夫
イタルの仲間であるサイボーグ。
ランディス
声：嶋俊介
大戦の生き延びた戦闘用アンドロイドで、大戦終結後はイタルを育てていた。

### 『バブルガムクライシス』からの登場人物
プリシラ・S・アサギリ
声 - 立川亮子
ナイトセイバーズのメンバーである女性。愛車の赤いモトスレイヴを駆ってレースに出場する。
シリア・スティングレイ
声 - 榊原良子
ナイトセイバーズのリーダー。シルキードール・ワゴン号を駆って弟と共にレースに出場する。
マッキー・スティングレイ
声 - 佐々木望
シリアの弟。姉とコンビを組んで出場する。
ネネ・ロマノーヴァ
声 - 平松晶子
ナイトセイバーズのメンバーである婦警。二人乗りのミニパトを用いて、リンナと共に出場する。
リンナ山崎
声 - 富沢美智恵
ナイトセイバーズのメンバーである女性。
クインシー
声 - 川久保潔
巨大企業・ゲノムの会長。レース開始前の演説を妨害される。
ヴーマくん
声 - 梅津秀行

### 『ガルフォース』シリーズからの登場人物
スターリーフ号は元々宇宙船だったため、大気圏内での運用は本作が初めてとなる。
エルザ
声 - 川村万梨阿
ラビィ
声 - 松井菜桜子
ルフィー
声 - 鶴ひろみ
ラミィ
声 - 山本百合子
パティ
声 - 原えりこ
ポニー
声 - 富沢美智恵
キャティ
声 - 渡辺菜生子
コマンダー・ドーン
パラノイドたちの司令官で、レース開始直前、スターリーフ号に落書きをした。
ミティ
声 - 本多知恵子
ゴーン
声 - 佐藤正治

## スタッフ
- 監督 - 福島宏之
- キャラクターデザイン - 園田健一、北爪宏幸、郷秀人、佐々木敏子
- 作画監督 - 小林多加志(メカ)、佐々木敏子
- メカデザイン - 山根公利、荒牧伸志
- 美術監督 - 申玉澈
- 音楽 - 中沢武仁
- 音楽プロデューサー - 長戸秀介
- 編集 - 関一彦、船見康恵
- プロデューサー - 高尾弘、猪股一彦、鈴木敏充
- 製作 - 宍戸史紀、鈴木敏充
- 制作協力 - 東京キッズ
- 制作 - ARTMIC